# Matiasziwka (rejon łubieński)
Matiasziwka (ukr. Матяшівка) – wieś na Ukrainie, w obwodzie połtawskim, w rejonie łubieńskim, w hromadzie Łubny. W 2001 liczyła 173 mieszkańców, spośród których 165 wskazało jako ojczysty język ukraiński, a 8 rosyjski.